# کنیسه ملایعقوب
کنیسه ملایعقوب مربوط به دوره قاجار است و در اصفهان، محله جوباره، خیابان کمال، جنب مقبره کمال‌الدین اسماعیل واقع شده و این اثر در تاریخ ۲۰ اردیبهشت ۱۳۸۶ با شمارهٔ ثبت ۱۹۰۷۶ به‌عنوان یکی از آثار ملی ایران به ثبت رسیده‌است.